# Helmhard Christoph Ungnad von Weißenwolf
Helmhard Christoph Ungnad von Weißenwolff (* 1635; † 20. Februar 1702) war Landeshauptmann ob der Enns.
Seine Eltern waren der Graf David (II.) von Weißenwolff und dessen Ehefrau die Gräfin Maria Elisabeth Jörger von Tollet.
Weißenwolf war von 1675 bis 1688 Landeshauptmann in Österreich ob der Enns und gab diese Stellung nach 13 Jahren auf. Der Kaiser ernannte ihn dann zu seinem geheimen Rat und verlieh ihm 1687 den Orden vom Goldenen Vließ (Nr. 531).

## Familie
Helmhard heiratete die Gräfin Maria Susanna Febronia von Althann (* 28. Januar 1636; † 7. Januar 1661). Das Paar hatte folgende Kinder:
- Michael Wenzel († 1678) ⚭ 1678 Fürstin Ernestine von Montecuculi, Tochter von Raimondo Montecuccoli
- Maria Elisabeth († 1689)

⚭ Graf Michael Franz Ferdinand von Althann († 1678)
⚭ Graf Octavius Karl von Cavriani († 1729)
Nach dem Tod seiner ersten Frau heiratete er die Fürstin Francisca Benigna von Porcia († 1690). Das Paar hatte folgende Kinder:
- Joseph Anton († 1692)
- Maria Josepha (* 1673; † 3. Mai 1743) ⚭ Graf Wenzel Adrian von Enckevoirt († 20. August 1738)
- Franz Anton (* 1679; † 1715) ⚭ Gräfin Franziska Isabella von Lamberg (* 1683; † 1748)

Im Jahr 1691 heiratete er die Gräfin Maria Theresia von Lengheim (* 1667; † 10. Mai 1719); sie überlebte Helmhard und heiratete Otto Ehrenreich von Abensperg und Traun (1644–1715). Das Paar hatte folgende Kinder:
- Maria Anna († 1751)

⚭ Graf Georg Wilhelm von Galler
⚭ Graf Ferdinand von Breuner, Sohn von Karl Wichard von Breuner
- Ferdinand Bonaventura (* 29. Juni 1694; † 30. Dezember 1781), Landeshauptmann ⚭ Gräfin Therese von Starhemberg (* 2. April 1694; † 1738), Tochter von Thomas Gundacker von Starhemberg
- Joseph Anton (* 16. Juli 1695; † 18. Mai 1760) ⚭ 1717 Gräfin Anna Pálffy von Erdöd (* 4. November 1695; † 6. März 1761)